# Macrobrachium urayang
Macrobrachium urayang is een garnalensoort uit de familie van de Palaemonidae. De wetenschappelijke naam van de soort is voor het eerst geldig gepubliceerd in 2007 door Wowor & Short.